# Nils Stump
Nils Stump (Uster, 12 de abril de 1997) es un deportista suizo que compite en judo.
Ganó dos medallas en el Campeonato Mundial de Judo, en los años 2023 y 2024, y una medalla de bronce en el Campeonato Europeo de Judo de 2021.

## Palmarés internacional
| Campeonato Mundial | Campeonato Mundial | Campeonato Mundial | Campeonato Mundial |
| Año                | Lugar              | Medalla            | Categoría          |
| ------------------ | ------------------ | ------------------ | ------------------ |
| 2023               | Doha (Catar)       | Medalla de oro     | –73 kg             |
| 2024               | Abu Dabi (EAU)     | Medalla de bronce  | –73 kg             |
| Campeonato Europeo |                    |                    |                    |
| Año                | Lugar              | Medalla            | Categoría          |
| 2021               | Lisboa (Portugal)  | Medalla de bronce  | –73 kg             |